# Archichlora andranobe
Archichlora andranobe là một loài bướm đêm trong họ Geometridae.